# Kabel sprężający
Kabel sprężający – cięgno sprężające wykonane ze stali lub materiału kompozytowego, zamontowane w konstrukcji betonowej lub innej i napięte w kontrolowany sposób. Celem naciągu kabla sprężającego jest wywołanie określonej siły w sprężanej konstrukcji - Konstrukcja kablobetonowa. 
Kabel składa się z równolegle prowadzonych drutów lub splotów, tym odróżnia się od liny, w której wiązka jest skręcona.
Kabel sprężający może być wewnętrzny lub zewnętrzny, zawsze jednak jest naciągany po uzyskaniu przez konstrukcję sprężaną wymaganej wytrzymałości, co odróżnia go od struny sprężającej.